# Quiero la cabeza de Alfredo García
Quiero la cabeza de Alfredo García  (Bring Me the Head of Alfredo García) es una película del director estadounidense Sam Peckinpah estrenada en el año 1974. El guion fue de Gordon Dawson y Sam Peckinpah. Fue coproducida por Estados Unidos y México.
En el momento de su estreno fue tratada con gran dureza por la crítica y tachada de sádica, grotesca e irracional. Sin embargo con el paso del tiempo ha ganado en consideración y actualmente constituye para algunos una obra maestra del cine, y una película de culto.

## Argumento
Un poderoso terrateniente mexicano que todos llaman El Jefe (Emilio Fernández), descubre que su joven hija soltera (Janine Maldonado) está embarazada y la obliga a confesar que el padre de la criatura es Alfredo García, a quien preparaba como su sucesor.
Como venganza por la afrenta sufrida, ofrece una recompensa de un millón de dólares a quien lo mate y traiga al rancho la cabeza del cadáver. Dos cazarrecompensas estadounidenses llamados Sappensly (Robert Webber) y Quill (Gig Young), realizan indagaciones en Ciudad de México para averiguar el paradero de García. Entran en un bar donde el gerente y pianista del local, Bennie (Warren Oates), un compatriota, se ofrece a ayudarlos a cambio de una parte del dinero.
Bennie va a ver a su novia, una camarera de motel llamada Elita (Isela Vega) que admite haber tenido una aventura con Alfredo García y que este estaba muerto y enterrado desde hace una semana, tras sufrir un accidente mientras conducía borracho. Deciden desenterrar el cuerpo para hacerse con la cabeza y obtener la recompensa. Sin embargo, antes de conseguir su objetivo se verán envueltos en una serie de acontecimientos de enorme violencia.

## Producción
El director Sam Peckinpah estaba trabajando en La balada de Cable Hogue cuando el guionista y amigo de toda la vida Frank Kowalski le propuso una idea para una película: "Se me ocurrió un título genial: Traedme la cabeza de..., - y tenía otro nombre - y el gancho es que el tipo ya estaba muerto". A Peckinpah le encantó, y empezó a escribir en ella de inmediato y en Inglaterra mientras rodaba Perros de paja. Luego escribió el guion de rodaje con Gordon Dawson. El productor Martin Baum había formado su propia compañía independiente, Optimus Productions, y tenía un acuerdo con United Artists. Peckinpah se acercó a él con 25 páginas de guion escrito. Baum lo leyó y le gustó.
Peckinpah comenzó la preproducción a mediados de agosto de 1973 en Ciudad de México. Con la excepción de unas pocas personas clave, el equipo estaba formado exclusivamente por mexicanos. Contrató al director de fotografía Alex Phillips, Jr., uno de los camarógrafos más destacados de México. Se unieron por su aversión a las lentes gran angular, y su gusto por los zooms y las configuraciones con cámara múltiple. Peckinpah le dijo, "Hago muy pocas tomas, pero filmo mucho porque me gusta cambiar de ángulos. Filmo con la edición en el fondo de mi mente". Mientras buscaba locaciones, confió plenamente en su instinto y su deseo de retratar una visión realista y cruda que tenía de México. Pasó mucho tiempo buscando el bar adecuado que sería el lugar de trabajo de Bennie. Peckinpah finalmente descubrió un local en la Plaza Garibaldi llamado "Tlaque-Paque". Miró a su alrededor y dijo, "esto está vestido. Esto es real". Los miembros mexicanos del equipo de rodaje le dijeron que el dueño del bar tenía una reputación horrible y se rumoreaba que una vez mató una mujer allí, cumpliendo muy poco tiempo de cárcel porque sobornó a las personas adecuadas en puestos de poder.
Quiero la cabeza de Alfredo Garcia comenzó a rodarse en septiembre de 1973, y Peckinpah fue citado en un número de octubre de Variety diciendo, "Para mí, Hollywood ya no existe. Es historia pasada. He decidido quedarme en México porque creo que puedo hacer mis películas con mayor libertad desde aquí". Esto molestó a los sindicatos de cine y televisión y censuraron abiertamente al director en su conferencia nacional en Detroit. También amenazaron con boicots sindicales tras el estreno de la película, calificándola de "producción fuera de control". En su defensa, Peckinpah afirmó que lo habían citado mal. Antes de que se estrenara la película, los sindicatos retiraron su amenaza de boicot.
A medida que el rodaje continuaba en diciembre, las exigencias, tanto físicas como mentales, estaban pasando factura tanto al elenco como al equipo. Para ayudar a aliviar la tensión, Peckinpah y los productores alquilaron un bar local y organizaron una fiesta sorpresa. El rodaje terminó tres días antes de Navidad, y el director se tomó una semana de vacaciones antes de comenzar a supervisar la edición de la película.